# Taraxacum praestans
Taraxacum praestans — вид квіткових рослин з родини айстрових (Asteraceae). Вид зростає в Європі: Естонія, Данія, Фінляндія, Мадейра, Норвегія, Польща, Швеція; це багаторічна рослина помірних біомів.